# Abu-Alí Úmar
Úmar ibn Àhmad ibn Úmar al-Amirí, conegut com a Abu-Alí Úmar, era un intel·lectual d'una nissaga que es pretenia descendent del califa Úmar ibn al-Khattab.
Després de la caiguda en mans cristianes de Madínat Mayurqa arran de la croada contra Al-Mayûrqa, exercí de cadi i, després de la rendició de Xuaip, liderà les forces de la insurgència sarraïna a les muntanyes on es refugiaren els supervivents mayurquins. Va morir al castell de Bullansa, on fou assetjat l'any 628 de l'hègira (any 1231 dC).